# Operation Greif

Soldat ur Waffen-SS under Ardenneroffensiven i december 1944.

Operation Greif (Operation Grip) var en kommandooperation ledd av Obersturmbannführer Otto Skorzeny under Ardenneroffensiven 1944–1945. Operationen gick ut på att infiltrera tyska kommandosoldater i amerikanska uniformer i små patruller bakom de allierades linjer och sprida förvirring och osäkerhet.  
Cirka två dussin kommandosoldater lyckades infiltrera de amerikanska linjerna i jeepar under förvirringen den 17 december 1944. De ställde till med omfattande oreda, bland annat genom att skapa panik bland amerikanska förband samt vända på vägskyltar.
Operation Greif var en framgång på det viset att de allierade tvingades avsätta resurser för att jaga och skydda sig mot verkliga, eller inbillade, tyska kommandosoldater under Ardenneroffensivens första vecka.